# Kjell Hestvik
Kjell Hestvik (7 dicembre 1946) è un ex calciatore norvegese, di ruolo difensore.

## Carriera
Hestvik ha giocato con la maglia dell'Haugar. Il 16 settembre 1980, ha giocato la prima partita nella Coppa delle Coppe, venendo schierato titolare nel pareggio per 1-1 maturato sul campo del Sion. L'Haugar, al tempo militante in 2. divisjon, ha disputato questa manifestazione in virtù della sconfitta in finale nel Norgesmesterskapet 1979 contro il Viking; il contemporaneo successo in campionato della squadra ha garantito quindi l'accesso della squadra alla Coppa delle Coppe. Al termine del campionato 1980, l'Haugar ha centrato la promozione nella massima divisione norvegese. Con questa maglia, Hestvik ha totalizzato complessivamente 443.